# Ким Джу Сон
Ким Джу Сон (в других источниках Ким Чжу Сун; род. 17 января 1966 в Янъяне) — южнокорейский футболист, полузащитник.

## Биография
На молодёжном уровне он играл за команду Чосонского университета, а на профессиональном уровне большую часть карьеры провёл в «Пусан Ай Парк», также сыграл два сезона за клуб немецкой Бундеслиги, «Бохум».
За свою скорость и длинные кудрявые волосы он получил прозвище «дикая лошадь».
С национальной сборной Республики Корея он принял участие в трёх розыгрышах чемпионата мира: 1986, 1990, и 1994 года. Он становился футболистом года в Азии в течение трёх лет подряд (1989, 1990, 1991). Он также участвовал в летних Олимпийских играх 1988.
В сентябре 2003 года он проходил курсы спортивного менеджмента в университете Де Монфор, Лестер. В феврале 2004 года он продолжил обучение в Швейцарии.
С 2011 по 2015 год был генеральным секретарём Федерации футбола Восточной Азии.